# Маун (острів)
Маун (хорв. Maun) — безлюдний острів у хорватській частині Адріатичного моря. Належить до Задарської жупанії Хорватії. Знаходиться на захід від Пага і відділений від нього Маунською протокою завширшки 5 кілометрів. Острів витягнутий з північного заходу на південний схід, його довжина — 9 кілометрів, площа острова — 8,5 км ², довжина берегової лінії — 23,91 км.
Острів безлюдний і використовується мешканцями Пага для випасу овець.
На острові є зручні бухти, що захищають берег від вітру і хвиль, і є зручними стоянками для яхт.
За півтора кілометра на північний захід від Мауна лежить невеликий острівець Шкрда, що знаходиться на тій же височині морського дна, яка утворює і Маун.